# Niccolò Paganini
Niccolò Paganini (Genova, 27. listopada 1782. – Nica, 27. svibnja 1840.), talijanski violinist i skladatelj. 
Kao violinist uglavnom samouk, karijeru je započeo 1793. u Italiji gdje je oko 1813. već glasovit; Od 1828. do 1834. je na vrhuncu slave, održava koncerte po glavnim europskim glazbenim središtima izazivajući svojim virtuozitetom, temperametnim sviranjem i magičnom pojavom oduševljenje pubilke. Iskonski nadaren, fanatički predan svojemu umijeću, poznavajući uz to bit svoga instrumenta, Paganini je najveći violinist virtuoz svih vremena. Svojim načinom sviranja znatno je utjecao na stil violinske glazbe, a obogatio je i tehniku (sviranje na jednoj žici, kromatski glisando, pizzicato lijevom rukom itd.) Skladao je pretežno bravuozna dijela za solo violinu ili uz orkestar, komornu glazbu (sonate za violinu i gitaru) i kompozicije za gitaru (odlično je svirao i taj instrument). Oponašao se i njegov način sviranja, a i odijevanja, pa su bečki izlozi bili puni robe "a la Paganini". Car mu je dodijelio i titulu dvorskog virtuoza. Oko njegovog imena nizale su se brojne legende. Znatno je utjecao na stil glazbe romantizma, a najznačajniji su njegovi violinski koncerti i 24 Capriccia za solo violinu. 1867. je otkrio drugi najmanji par tzv. prijateljskih brojeva, a to su brojevi 1184 i 1210. 
Paganini je za života postao legendarna ličnost i ostao jedinstvena pojava u povijesti glazbe.
Umro je od tuberkuloze 1840. godine u Nici.